# Приморский краевой драматический театр молодёжи
Приморский краевой драматический театр молодёжи — театр во Владивостоке, созданный в 1936 году.

## История
Детский театр существовал во Владивостоке ещё до Великой Отечественной войны. Упоминание о нём есть в Большой детской энциклопедии, где годом открытия указал 1930-й. В театре тогда всем управляли сами дети: создавали декорации, шили сценические костюмы, изготовляли реквизит, играли в спектаклях. 
В 1946 году решением городского исполкома Владивостока был организован Приморский краевой Театр юного зрителя, а 31 декабря того же года состоялся первый спектакль «Как закалялась сталь» по роману Николая Островского. Спектакль проходил на сцене Клуба моряков. В 1954 году ТЮЗ переехал в здание по адресу улица Светланская, 15а. Фасад нового здания, являющегося историческим памятником краевого значения, был построен в 1876 году. Реконструкция здание, под размещение в нём театра, длилась 7 лет. На стройке трудились как сами актёры, так и студенты и рабочая молодёжь. Основу первой труппы ТЮЗа составляли выпускники театральной студии драмтеатра имени Максима Горького. Позднее в коллектив вошли актёры из Москвы и Ленинграда. За первые десять лет работы театра было поставлено 83 спектакля.  
В середине 80-х годов руководителем театра стал режиссёр Леонид Анисимов. В январе 1992 года ТЮЗ имени ленинского комсомола был переименован в Камерный театр драмы. Первый спектакль нового театра, чеховская «Чайка», за год стал лауреатом трёх фестивалей. В 1999 году новым художественным руководителем стал Виктор Галкин. В 2000 году ТЮЗ получил своё нынешнее название — Приморский краевой драматический театр молодежи.